# 自我認知

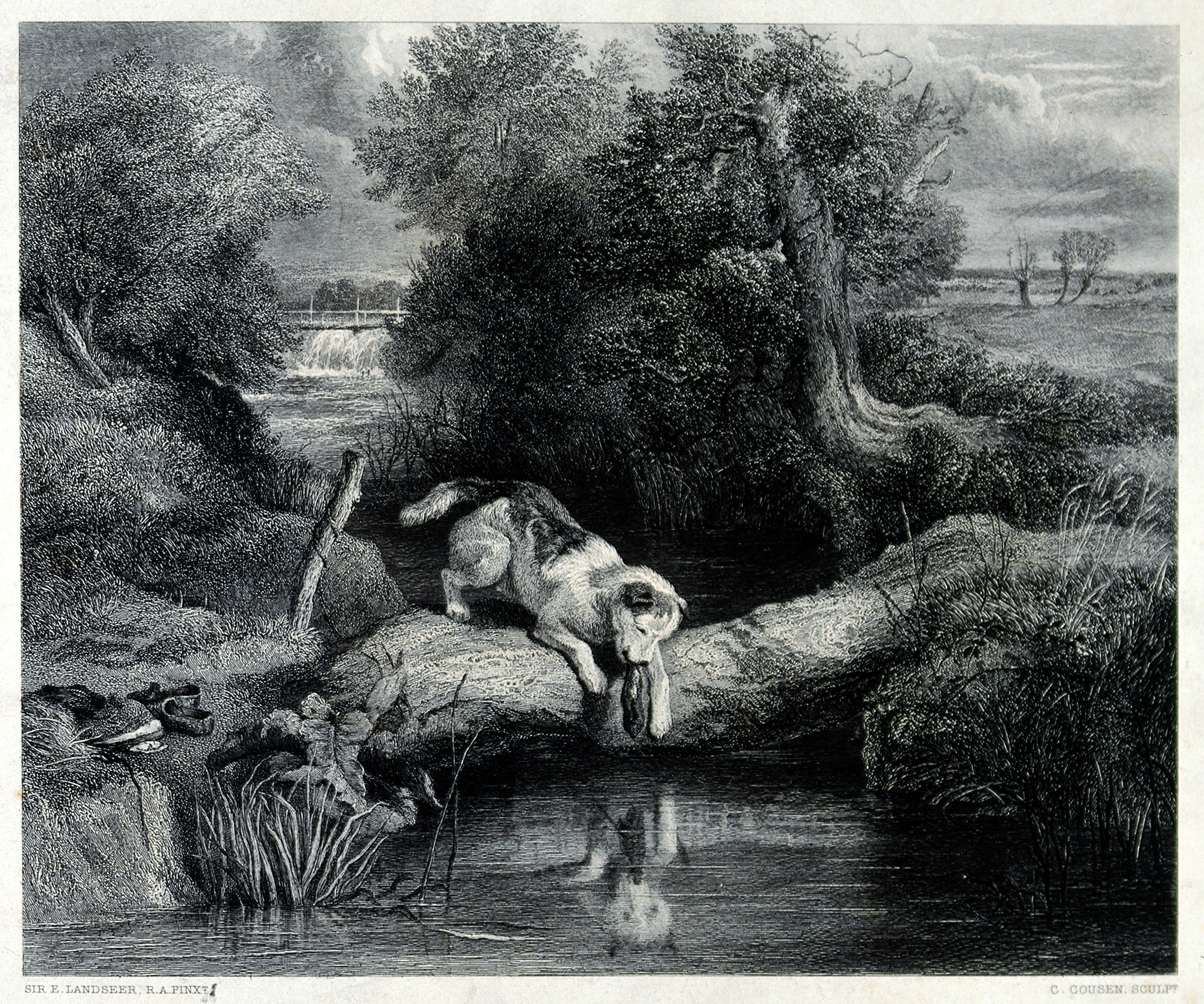
注视着自己倒影的小狗

自我認知（英語：Self-consciousness）或自我凝視、自我窺探、自我覺察，指的是一種自己對自己的高度认识。这个概念很容易和感質概念下的认知（consciousness，或意识）相混淆，但是感質面對的對象不僅是自己而是更多人，也更加的非理性；而自我凝視僅僅是觀察並清醒的認知自己，且會從中立的角度來看待自己。 
歷史上看，自我認知这个词与最初与自我意识同义。而即使在目前二者也仍经常混同使用，尤其是在哲学中。但現在的“自我認知”也常用於指對自己的關注，尤其是他人如何看待自己的外表或行為。 當一個人意識到自己正在被監視或觀察時，可能會出現一種不愉快的感覺，也可能出現自戀的感受，即“每個人都在看著”自己的感覺。不愉快的自我認知有時與害羞或偏執有關。

## 自我認知出現的時候
當一個人感到自我認知時，甚至會對自己的最小行為都有所察覺。這種意識會削弱一個人執行複雜動作的能力。青春期被認為是自我認知的增強時期，長期有自我認知傾向的人可能會存在內向或自戀等性格特徵。

## 心理學

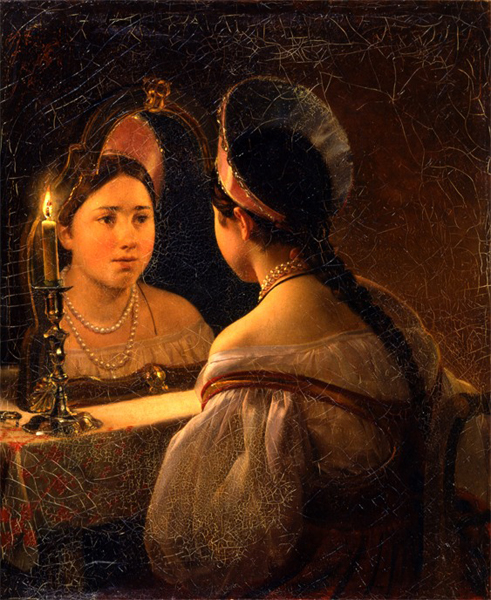
斯韋特蘭娜看著鏡子中的自己（卡爾·布留洛夫的畫作，1836年）

與自我意識不同，自我認知在哲學語境中是更加把自己當為一個和其他人一樣的個體，而不是把自己的意識放在他人之前，但自我凝視也有缺點，過度關注自己的外表、舉止是否得體會成為一個嚴重的拖延症問題。自我認知通常與害羞和尷尬等捎帶負面的情感有關，在這種情況下，可能會導致自豪感的缺失和自卑感。在積極的背景下，自我認知可能會進一步肯定自己的身份認同，在側面強化了擁有者的自信心理。在一個人處於高度自我認知的時間中，人們最能客觀地的了解自己、評價自己。自我認知雖然是是個複雜的哲學概念，但無時無刻的影響著地球人類，因為有些人不斷的自我監控或自我參與，強迫自己參與某個團體並在乎自己在其中的表現；而另一些人則完全沒有自我凝視，忘記了自己存在。
心理學家經常區分兩種自我認知，即“私人的”和“公共的”。私人型的自我認知更多的是一種反省，並溫和的審視自己內心感受。而公眾型的自我認知則是對他人展現出最好的自己，在享受被他人凝視的快感的同時，也有可能讓自己變得社交焦慮。私人和公共的自我認知都會隨著時間的推移而演變為穩定的人格特質，由於自我認知本身足夠客觀，所以會影響所有者的心理。自我認知不也會僅僅因為自己在一個維度上有著高價值，就傲慢的吹捧自己在另一個維度上也是這樣。
不同程度的自我認知會影響行為，因為人們在“迷失在人群中”時通常會有不同的行為。在人群中，在黑暗的房間裡，或者穿著偽裝會產生匿名性並暫時降低自我意識（見去個性化）。這可能導致不受約束的、有時是破壞性的行為。

## 另見
- 異性
- 內省
- 鏡子裡的自己
- 個人身份
- 自我意识 (哲学)
- 自我概念
- 自我認識（心理學）
- 害羞
- 監視